# فرماندهی پدافند هوایی عراق
فرماندهی پدافند هوایی عراق (انگلیسی: Iraqi Air Defence Command) یکی از شاخه‌های نیروهای مسلح عراق است. این فرماندهی در ۱ فوریه ۱۹۹۳ تأسیس شد و مسئولیت آن حفاظت از حریم هوایی عراق است. پیش از سال ۱۹۹۳ یک نیروی قابل توجه از توپ‌های ضدهوایی و موشک‌ها ایجاد شده بود، اما تحت فرماندهی جداگانه‌ای نبودند. پس از حمله ۲۰۰۳ به عراق و انحلال تمام نیروهای مسلح عراق، این فرماندهی در سال ۲۰۱۱ سازماندهی مجدد شد. از سال ۲۰۲۳ فرماندهی پدافند هوایی برعهده سپهبد معن السعدی است.
دفاع هوایی عراق با خرید توپ‌های ضدهوایی ۲۰ میلی‌متری و ۴۰ میلی‌متری برای ارتش عراق آغاز شد و هر یک از لشکرهای آن تا دهه ۱۹۵۰ یک گردان ضدهوایی داشتند. پس از آن، این نیرو شاهد رشد مداوم بود. اما پس از آنکه اسرائیلی‌ها در سال ۱۹۸۱ از طریق عملیات هوایی اپرا، رآکتور اتمی مرکز تحقیقات هسته‌ای توثیه را نابود کردند، پدافندها به طور گسترده از نو طراحی شدند. شبکه‌ای از رادارها، موشک‌های زمین به هوا و توپ‌های ضدهوایی با محوریت تأسیسات استراتژیک و صنعتی بغداد نصب شدند.
در سال ۱۹۸۸ فرماندهی پدافند هوایی حدود ۱۰۰۰۰ پرسنل داشت. پس از جنگ خلیج فارس این نیرو در سال ۱۹۹۳ به یک نیروی جداگانه تبدیل شد.